# Nintendo Switch
De Nintendo Switch is een hybride gameconsole van het Japanse bedrijf Nintendo die wereldwijd is uitgekomen op 3 maart 2017. Het systeem is een hybride tussen een handheld en een home console. Nintendo maakt volgens eigen zeggen duidelijk dat de Switch in eerste instantie is gericht op thuisgebruik.

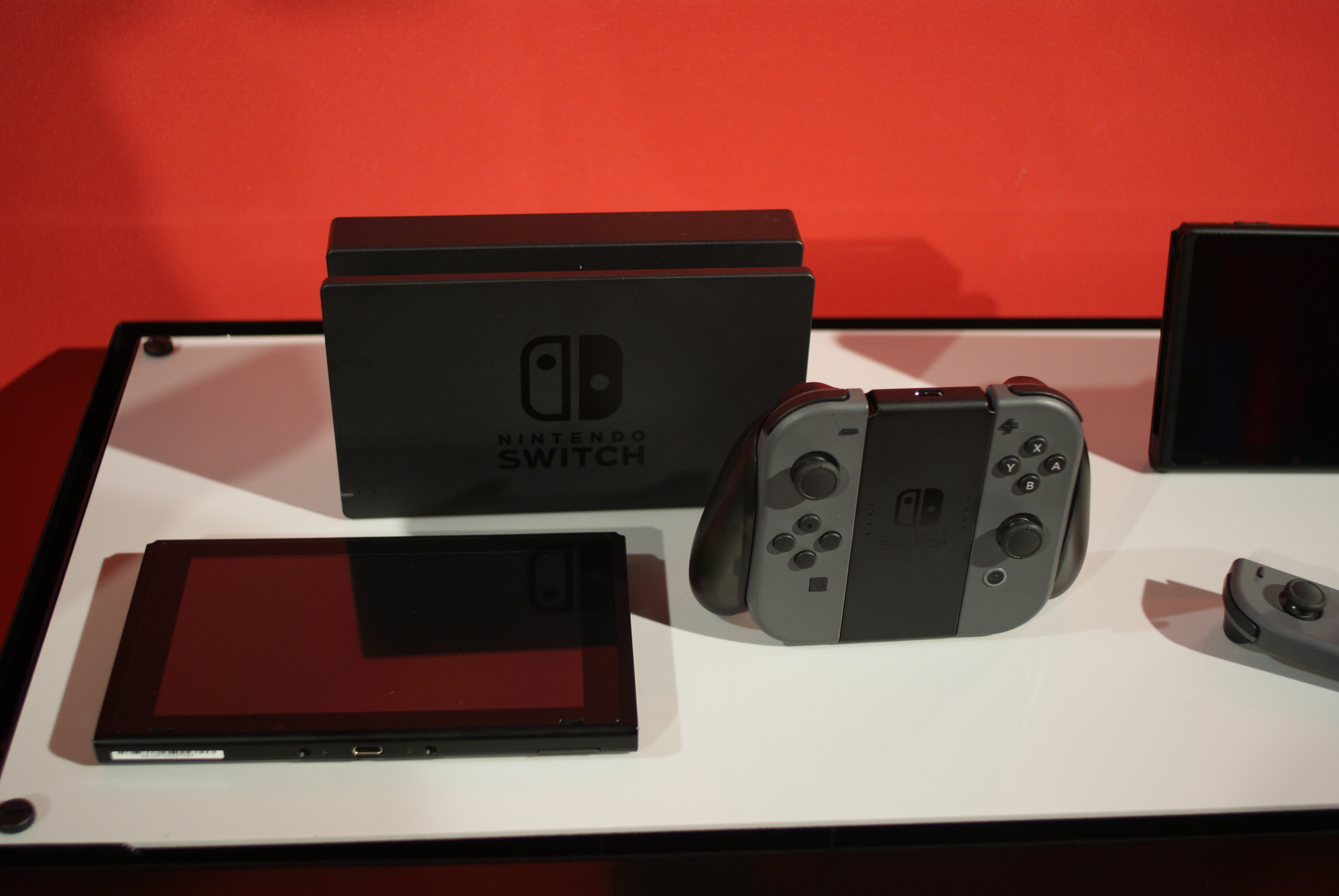
De Switch met houder en controller.

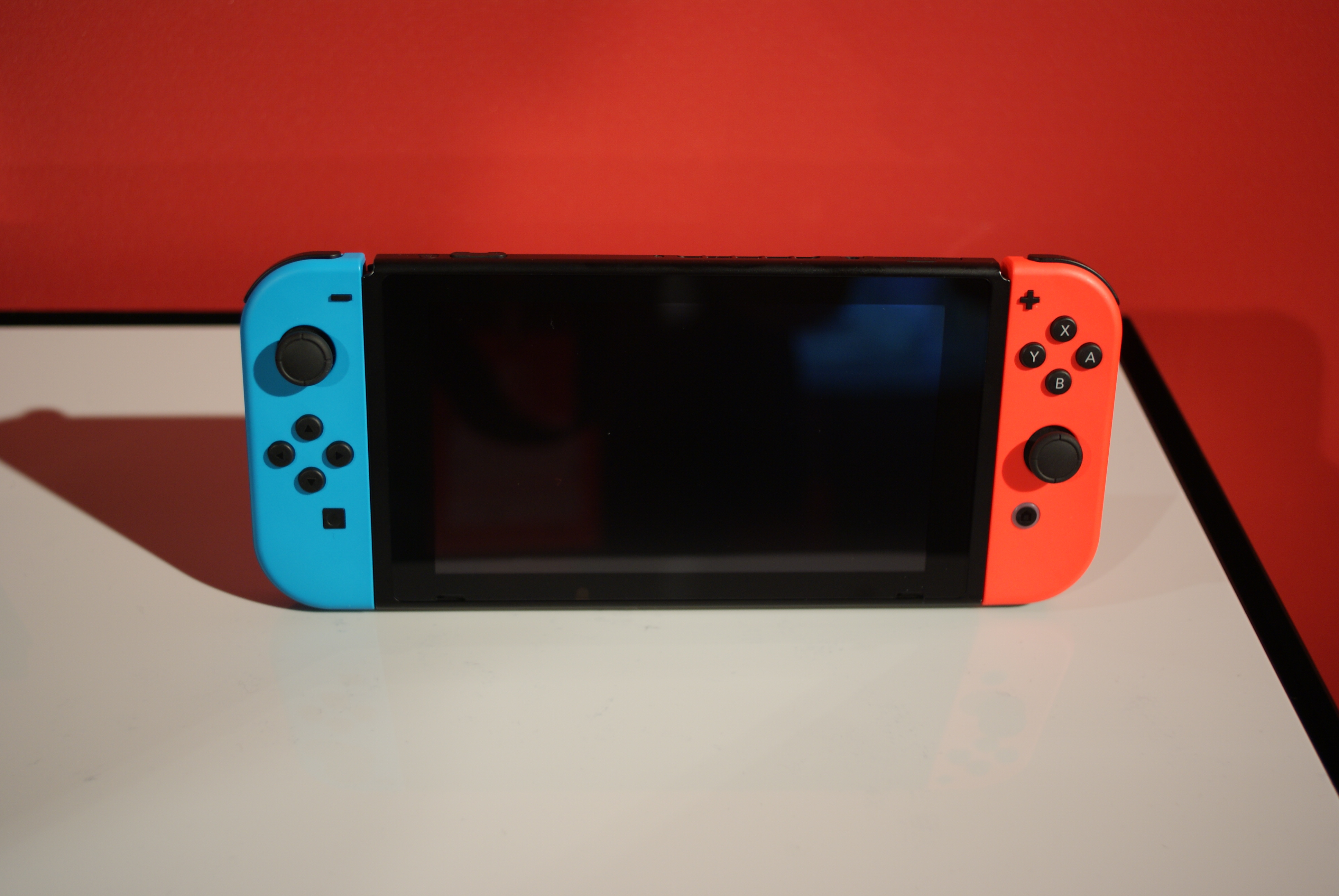
Switch met gekleurde Joy-Con-controllers.

## Geschiedenis
Op 17 maart 2015 maakte de toenmalige CEO van Nintendo Satoru Iwata, kort voor zijn overlijden, bekend dat het bedrijf bezig was aan een "gloednieuw concept", met als codenaam "NX". Iwata zei dat voortbouwen op dezelfde hardware zou leiden tot een saaie ervaring. De opvolger van Satoru Iwata, Tatsumi Kimishima maakte tijdens een interview met de Japanse krant Asahi Shimbun bekend dat de Nintendo Switch geen opvolger was van de Wii U of de 3DS. Hij vertelde dat de Switch "een nieuwe manier om te spelen was, die een grotere impact heeft dan de Wii U". Echter zou de Switch volgens Kimishima "niet een letterlijke opvolger van de Wii U worden".
Op 26 april 2016, ruim een jaar later, werd bekendgemaakt dat de Switch in maart van 2017 wereldwijd in de winkels ging liggen. In juni bleek dat Nintendo hun nieuwste console niet op de E3 van dat jaar presenteerde, omdat Nintendo vreesde voor zogeheten copycats, waarbij andere bedrijven hun ideeën en ontwerpen zouden overnemen en eventueel gebruiken. Een maand later kwamen de eerste grote geruchten op internet te staan, waarvan een aantal correct waren. Veel van deze geruchten waren gebaseerd op patenten die Nintendo aanvroeg voor verschillende onderdelen van de Switch. Zo werd er gesuggereerd dat de Switch zowel thuis als buitenshuis kan worden gebruikt en dat de console gebruik maakt van een spelcartridge. De laatste keer dat Nintendo hier gebruik van maakte, exclusief handhelds, was bij de Nintendo 64 uit 1996.
Op 19 oktober 2016 werd bekendgemaakt dat de Switch de volgende dag via een drie minuten durende trailer aan het publiek werd voorgesteld en op donderdag 20 oktober 2016 om 16:00 Nederlandse tijd (UTC+1) werd de trailer door Nintendo op videosite YouTube gepubliceerd. Kort daarop was de website van Nintendo tijdelijk onbereikbaar, omdat er te veel mensen op de website waren.
Op 13 januari 2017 was er een presentatie over de Switch waarop de prijs, datum en lanceertitels werden onthuld. Op 3 maart 2017 waren de lanceertitels The Legend of Zelda: Breath of the Wild, 1-2-Switch, Super Bomberman R, Skylanders: Imaginators, Just Dance 2017 en Snipperclips.
Tijdens de onthulling maakte Nintendo bekend dat een aantal grote computerspelontwikkelaars spellen voor de Switch gaan ontwikkelen. Dit zijn onder andere 505 Games, Activision, Atlus, Bethesda Softworks, Capcom, Codemasters, Electronic Arts, Konami, Sega, Square Enix, Take-Two Interactive, Ubisoft en Warner Bros..

### Revisie
Op 17 juli 2019 maakte Nintendo een versie van de Switch bekend met een verbeterde batterijduur. Dit model brengt de gebruiksduur van 2,5 tot 6,5 uur naar 4,5 tot 9 uur. De spelcomputer heeft qua hardware een revisie ondergaan met een nieuwe system-on-a-chip, geheugen en heeft het modelnummer HAC-001(01). Deze versie is ook te herkennen aan het serienummer op de doos die begint met XK.
In deze revisie is ook een lek in de bootrom van de Tegra X1-chip verholpen. Dit lek omzeilt de beveiligingscontrole, waardoor aangepaste software kan worden gedraaid, zoals Linux.

### Uitvoeringen
Diverse speciale uitvoeringen van de Switch zijn op de markt verschenen. Dit zijn onder meer Pokémon Scarlet en Violet, Animal Crossing: New Horizons, Splatoon 2 en Splatoon 3, Super Mario Odyssey, Fortnite en Zelda: Tears of the Kingdom. Sommige speciale uitvoeringen hebben een downloadcode van het spel waarop deze speciale uitvoering is gebaseerd.

## Mogelijkheden
De Switch is een spelconsole die zowel in de huiskamer op een groot scherm gebruikt kan worden, maar ook als mobiele spelcomputer. Aan weerszijden van de Switch zitten Joy-Con-controllers die als losse joysticks gebruikt kunnen worden. Zo kan er ook met twee spelers gelijktijdig gespeeld worden. De Switch is voorzien van een HD-scherm, is regioslot-vrij en maakt gebruik van spelcartridges. Deze spelcartridges zijn vergelijkbaar met het formaat dat wordt gebruikt voor de Nintendo DS, 2DS en 3DS. De volledige lijst met technische specificaties is op 27 januari vrijgegeven door Nintendo, waaruit blijkt dat de console gebruik maakt van USB-C en een maximale batterijduur van zes uur heeft.
Nieuw is het dockingstation, waarin de Switch geplaatst kan worden. Hiermee wordt de spelcomputer opgeladen, en is het mogelijk om via een HDMI-kabel op een televisiescherm te spelen. Een voordeel van het gebruik van het dockingstation is dat de Switch schakelt naar een hogere beeldresolutie van 1920 bij 1080 pixels met maximaal 60 beelden per seconde.
De Switch wordt geleverd met twee controllers, genaamd Joy-Con. Deze worden via een schuifsysteem aan beide zijden van de Switch ingeschoven via een rails en vastgeklikt. Doordat de Joy-Cons losgemaakt kunnen worden, biedt dit veel flexibiliteit in hoe er gespeeld kan worden. De Joy-Cons kunnen ook in een houder worden geklikt, om als losse joypad te worden gebruikt. De Nintendo Switch ondersteunt tot maximaal acht Joy-Cons.
Er is 32 GB aan interne opslagruimte, waarvan 25,9 GB bruikbaar is. Ongeveer 6,1 GB wordt ingenomen door het systeemgeheugen, zoals het besturingssysteem. De opslagruimte kan verder worden uitgebreid tot 2 TB via een microSD-sleuf aan de achterkant van de Switch. Savegame-bestanden blijven altijd op de console zelf bewaard.

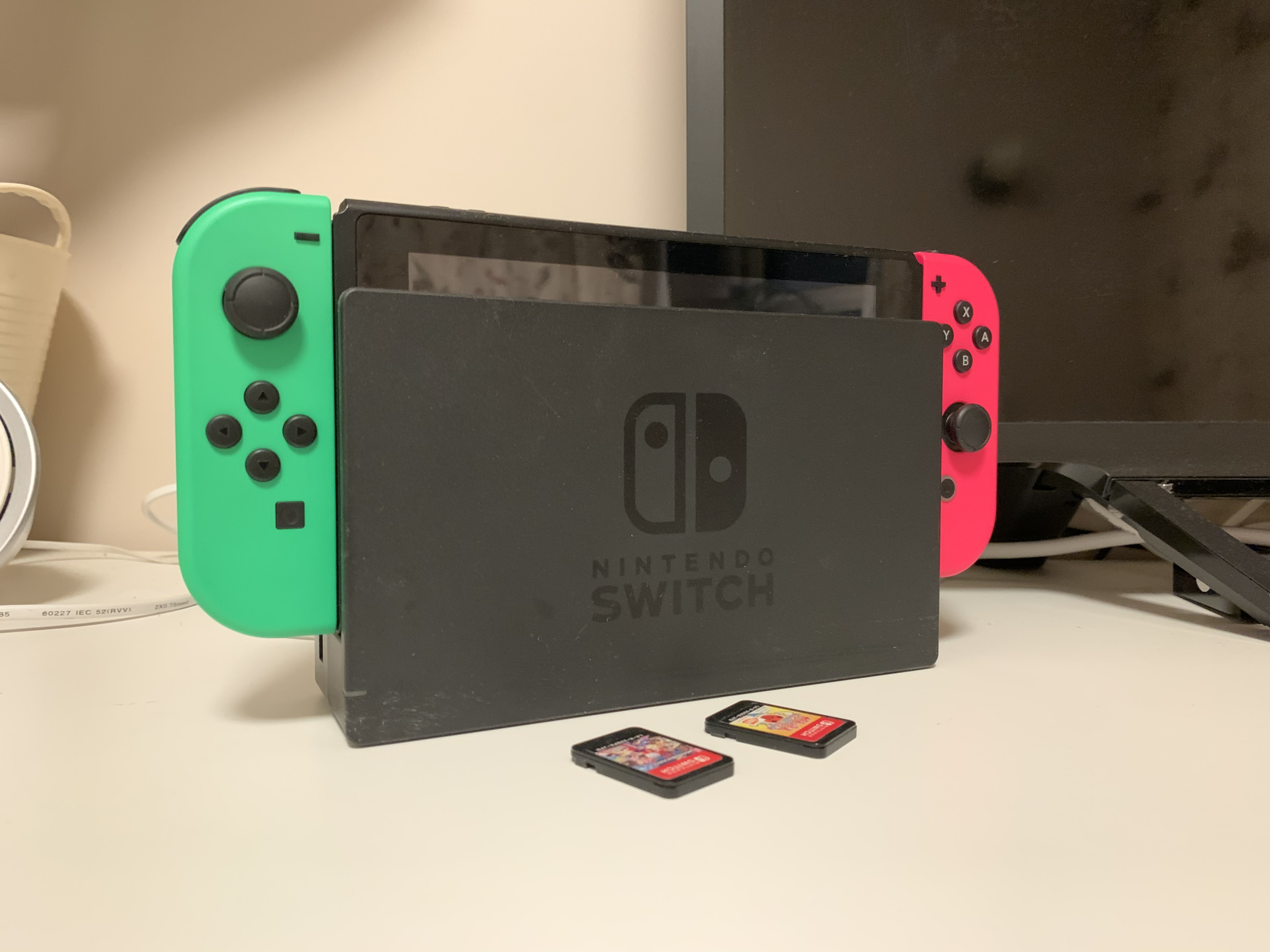
Een Switch in een dockingstation
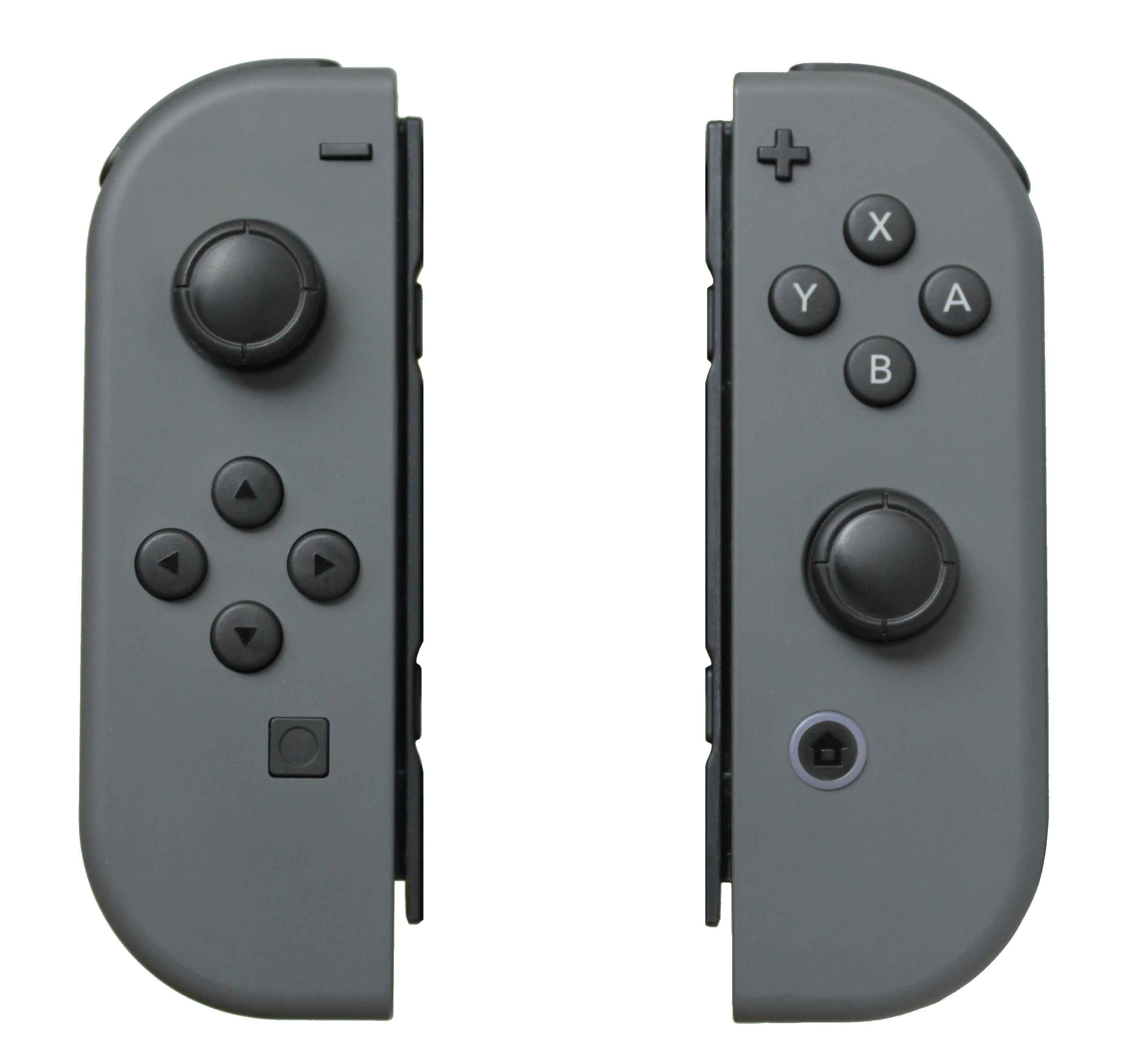
Twee losse Joy-Con-controllers
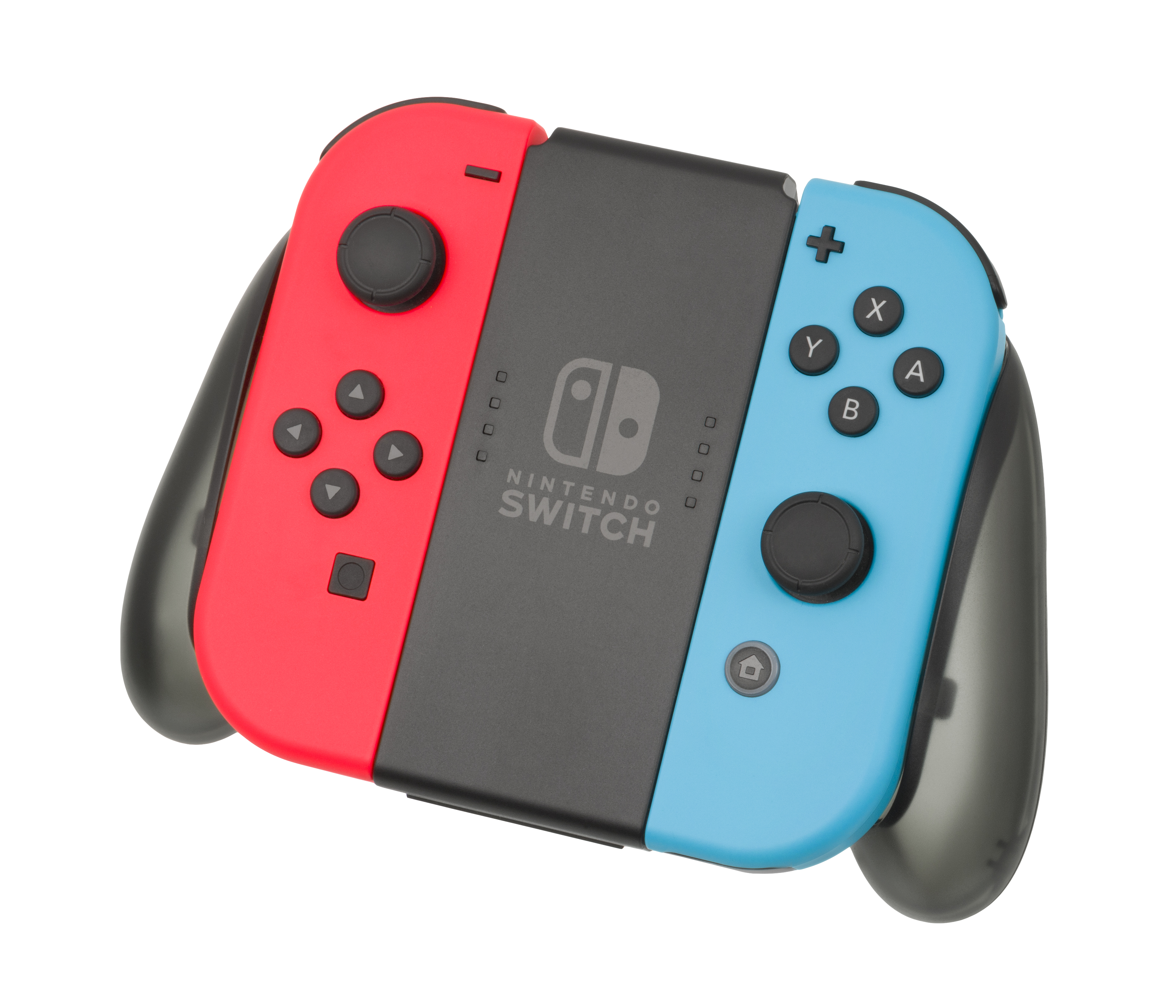
Joy-Cons in een houder

## Verkoopcijfers

### 2017
Nog voor de Nintendo Switch op de markt verscheen waren er enige zorgen dat de console slecht zou verkopen, wat opnieuw een flop zou betekenen voor Nintendo. Dit vanwege een aantal geruchten op internet, waaronder:
- Bepaalde functies die wel op de populaire Wii beschikbaar waren (zoals de bekende Wii-kanalen), waren niet op de Switch geïnstalleerd.
- De Switch zou qua graphics de kwaliteit hebben van spelcomputers uit de zevende generatie (zoals de Xbox 360 en PlayStation 3).
- De Switch zou geen achterwaartse compatibiliteit ondersteunen.
- Veel Nintendo fans zijn overgestapt op Playstation of Xbox.

De Switch werd echter gelijk na de release, tegen alle verwachtingen in een groot succes, mede dankzij de sterke verkoop in Europa en Noord-Amerika; in de Benelux, Frankrijk, Spanje, Australië, Nieuw-Zeeland en zowel Noord- als Zuid-Amerika werd namelijk tijdens de eerste dag het record van de Wii, die eind 2006 uitkwam, verbroken (iets wat Nintendo totaal niet verwacht had, gezien de slechte verkoop van de Wii U). In veel landen, waaronder Nederland en de Verenigde Staten, was de Switch meer dan drie maanden na de release vrijwel nog steeds overal uitverkocht, waardoor Nintendo besloot om vanaf 1 april de productie van de Switch te verdubbelen van acht naar zestien miljoen exemplaren.
In de Verenigde Staten was de Nintendo Switch met 906.000 verkochte eenheden in de maand van release de snelst verkopende console van het bedrijf ooit, waarmee het vorige record van de Nintendo Gamecube uit november 2001 met 660.000 verkochte eenheden binnen een maand werd verbroken. De Switch werd in het begin zo veel verkocht, dat volgens de Amerikaanse retailer GameStop de Switch de uiteindelijke verkoopcijfers van de Wii zou kunnen overschaduwen.
Omdat de Nintendo Switch goed verkocht kon Nintendo de productie amper bijhouden, waarna het bedrijf de productie verhoogde naar achttien miljoen stuks tegen eind maart 2018. Volgens The Wall Street Journal zou de productie zelfs kunnen oplopen tot twintig miljoen exemplaren, maar aangezien Apple dezelfde onderdelen nodig heeft voor hun iPhones en tevens voorrang krijgt, zou dat erg lastig worden.
In Japan, het thuisland van Nintendo, verbrak de Switch in het begin geen records, maar een kleine maand na de release werd de console meer verkocht dan de PlayStation 4, met bijna 100.000 exemplaren meer. Ongeveer twee maanden later bleef de Switch nog steeds bovenaan in de verkoop staan, weliswaar gezakt qua aantal, maar nog steeds bijna 10.000 exemplaren meer dan de Playstation 4.
In het Verenigd Koninkrijk verbrak de Nintendo Switch geen records, maar in zowel daar als Japan verkocht de console in het begin wel beter dan de Wii U.
Deze verkoopcijfers zijn opvallend, omdat maart geen bekende feestdagen heeft en er dus over het algemeen minder vraag is naar gameconsoles. Vooral in de Verenigde Staten is het opvallend, omdat er in november, met name door Black Friday en Kerstmis, normaliter veel meer verkoop gaande is dan in maart.

### 2018
Op 4 januari 2018 maakte Nintendo bekend dat de Switch de snelst verkopende spelcomputer in de geschiedenis van de Verenigde Staten is. Met 4,8 miljoen stuks verkocht binnen 10 maanden zou de Switch in de VS al zeker 800.000 stuks meer verkocht zijn dan de Wii, wat door critici eerder nog als onmogelijk werd bestempeld vanwege te lange vertragingen.

### 2023
Op 7 februari 2023 werd opnieuw een mijlpaal voor de Switch bekendgemaakt. De verkoopaantallen waren gestegen tot ruim 122 miljoen exemplaren, en hiermee kwam de Switch op de derde plaats van best verkochte spelcomputers ooit. Het passeerde daarmee de Game Boy en PlayStation 4 qua verkoopcijfers. Ondanks de grote populariteit stelde Nintendo wel de verkoopverwachting voor 2023 bij van 19 naar 18 miljoen spelcomputers, volgens eigen zeggen vanwege het chiptekort.

## Specificaties

Interne delen van een opengewerkte Switch

- Processor/Grafische engine: aangepaste NVIDIA Tegra-processor;
- Werkgeheugen: 4 GB SDRAM
- Interne opslag: 32 GB, waarvan 6,2 GB systeemgeheugen
  - Oled-model: 64 GB
- Audio: PCM 5.1-kanaals, stereo hoofdtelefoon met ondersteuning voor microfoon;
- Video-uitvoer: maximaal 1920×1080 pixels, 60 FPS;
- Beeldscherm: lcd-aanraakscherm van 15,7 cm (diagonaal), resolutie van 1280x720 pixels;
  - Oled-model: oled-scherm van 17,8 cm
- Geheugenkaarten: microSD, microSDHC en microSDXC;
  - Maximale capaciteit: 2 TB
- USB-poort: USB-C voor opladen of aansluiten op de Switch-houder;
- Netwerk: 802.11 a/b/g/n/ac Wi-Fi, Bluetooth 4.1, bedraad internet via USB;
  - Oled-model: ethernet via het dockingstation
- Batterij: lithium-ionbatterij met een vermogen van 4310 mAh (niet vervangbaar);
- Gewicht: 297 g, met Joy-Con controllers: 398 g;
- Afmetingen: 102 × 239 × 13,9 mm (l×b×h).[27]

## Nintendo Switch Lite

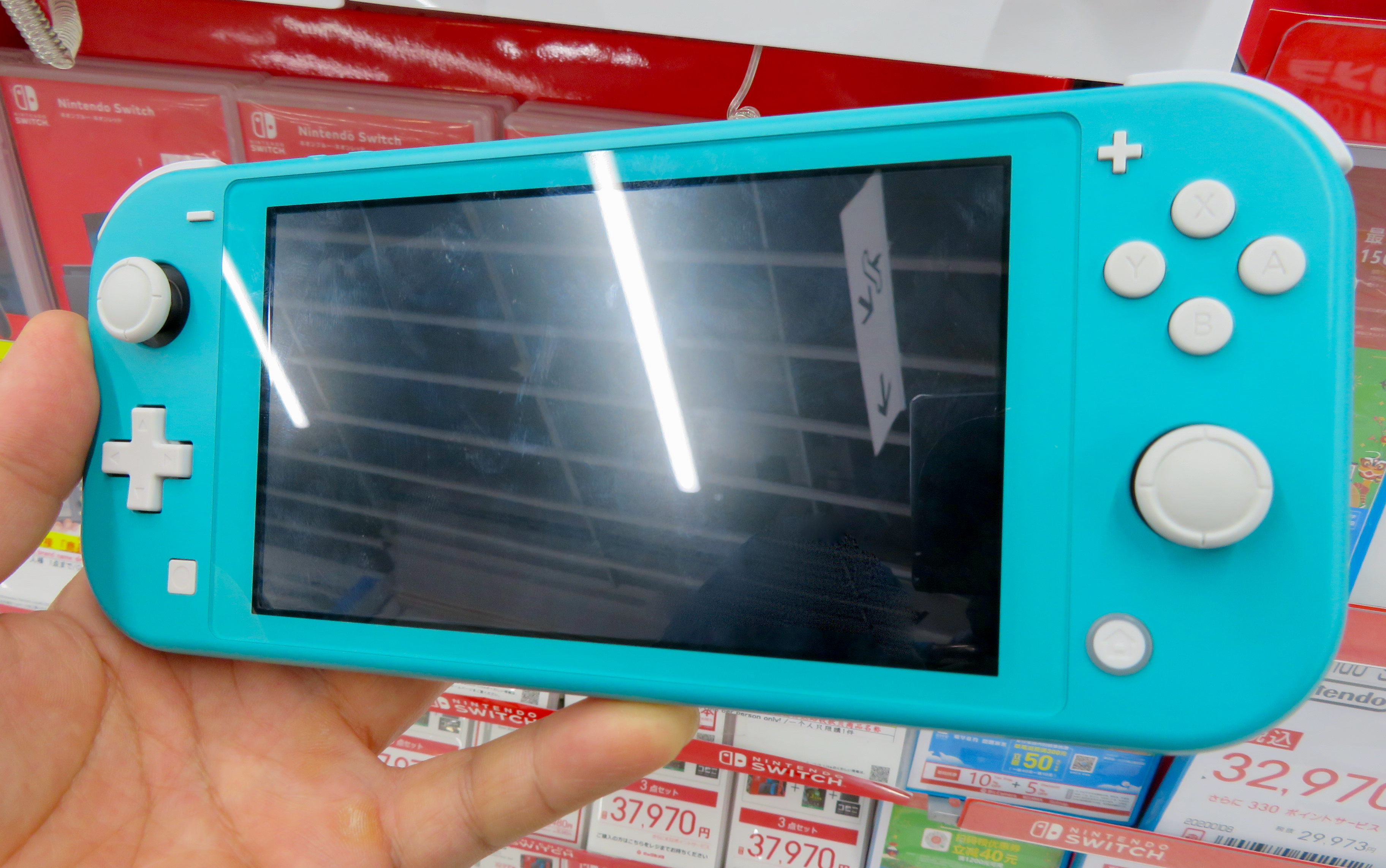
Een Switch Lite.

Op 10 juli 2019 kondigde Nintendo een verkleinde versie van de Switch aan; de Nintendo Switch Lite. Een volgens Nintendo lichtere versie van de Switch die alleen in handheld-stijl kan worden gebruikt, omdat de Joy-Cons in het systeem zijn geïntegreerd en de mogelijkheid om op een televisie te spelen is verwijderd.
De Nintendo Switch Lite is uitgebracht op 20 september 2019 in drie verschillende kleuren; geel, grijs en turkoois. Later werden ook de kleuren blauw en koraal toegevoegd. De Nintendo Switch Lite werd gepromoot met het spel The Legend of Zelda: Link's Awakening, een remake van het gelijknamige Game Boy-spel uit 1993. Er verscheen eind 2019 een grijze uitvoering in het thema van Pokémon Sword en Shield, ook wel de Zacian & Zamazenta editie.
Qua technische eigenschappen is de Switch Lite grotendeels gelijk aan de Switch, maar heeft een verbeterde processor, langere batterijduur, is qua afmetingen 22% kleiner, weegt 275 gram, heeft een schermdiameter van 14 cm, maar ondersteunt geen HD-trilfunctie.

## Nintendo Switch - OLED Model

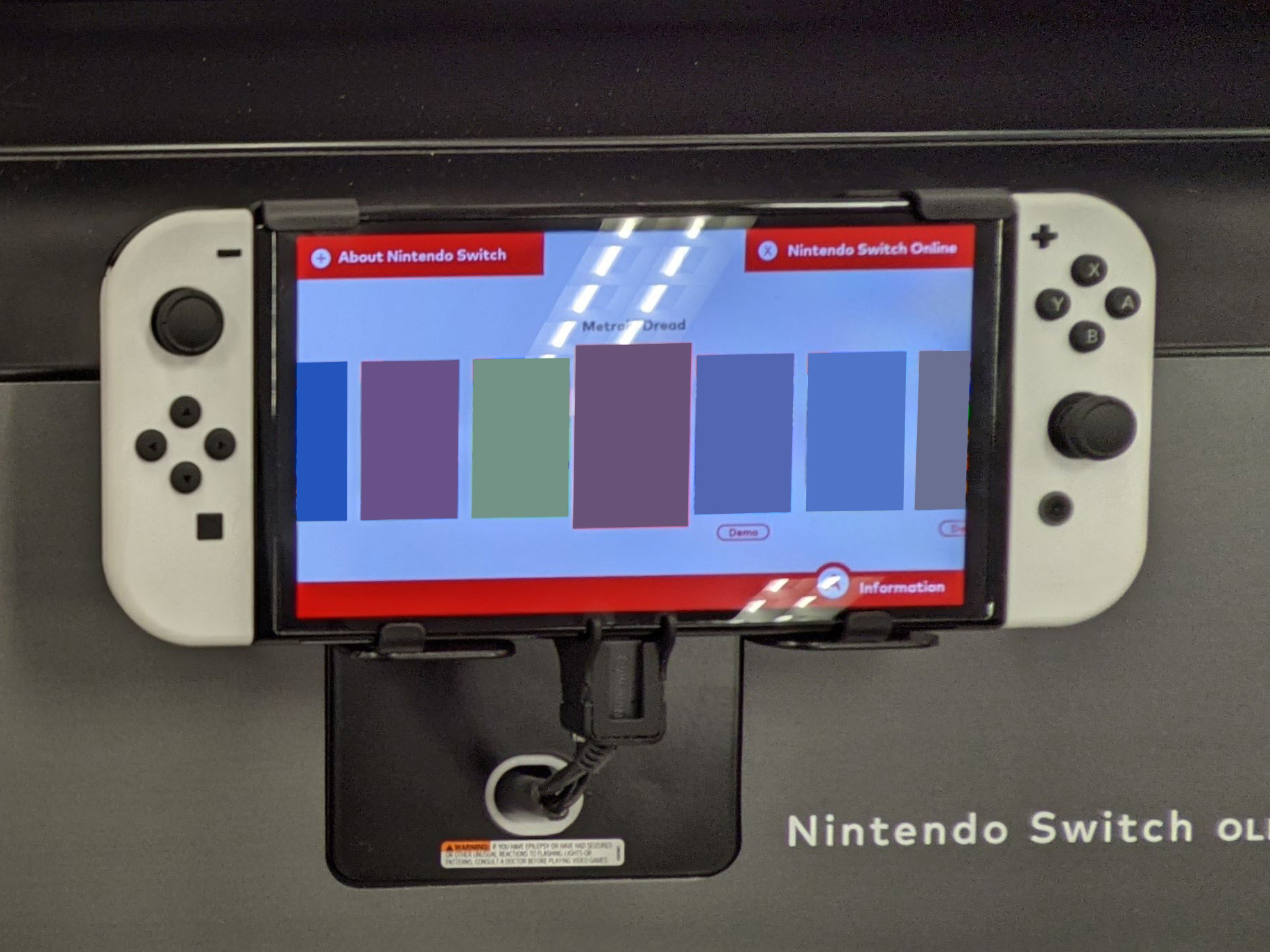
Een Switch OLED.

Nintendo presenteerde op 6 juli 2021 een verbeterde versie van de Switch, genaamd de Nintendo Switch - OLED Model. De console heeft een groter oled-scherm met een diameter van 17,8 cm, 64 GB interne opslagruimte, een herontworpen verstelbare standaard, verbeterde geluidskwaliteit en op het dockingstation kan men een netwerkkabel aansluiten. Het oled-model is in twee varianten verkrijgbaar: met witte Joy-Cons en een wit dockingstation, of met neonblauwe en neonrode Joy-Cons en een zwart dockingstation. Het oled-model is op 8 oktober 2021 uitgebracht.

## Nintendo Switch Online
Nintendo Switch Online is een online dienst van Nintendo voor de Switch die startte op 19 september 2018. Deze betaalde dienst biedt online multiplayer, cloudopslag, Voicechat via een app en toegang tot spellen voor de NES, SNES & Game Boy.